# 顔シューティング
『顔シューティング』（かおシューティング、Face Raiders） は、ニンテンドー3DS/Newニンテンドー3DS本体に内蔵されている3Dシューティングゲーム。
次々と襲い掛かる「顔」をニンテンドー3DS本体を動かし、Aボタンで弾丸を放ち撃つゲーム。自分の顔や家族、友達の顔などをニンテンドー3DS内蔵のカメラで撮影すると、その顔写真をモデルにした敵キャラクターになる。
顔写真、PC・スマートフォン、テレビの画面などに映された顔、漫画・アニメのコマに描かれている顔でも認識されるため、真正面の顔が描かれた写真や絵があれば、架空の人物も敵キャラクターにすることができる。ただし、顔ではなくてもゲーム上は問題ない。

## ステージ
ステージ1
ヘリコプター型の敵はしばらくすると、背景の壁を突き破って、壁の破片を飛ばしてくる。口に弾を撃ち込むと、爆発して点数が倍になる(飛行している普通の敵は全ステージ共通)。トゲ状の敵はバツ印がついた背中を打てば、背景を破壊できる。ピンク色の物は画面にキスをしてくる。
ラスボスは武士を模した顔で、最初は何もしてこないが、3回弾を当てると緑のシールドが張られる。バツ印の敵を弾で弾いてボスに当てれば、ボスにダメージを与える事が出来る。
なお、ステージ1から3までは、すべての敵を相殺できる「顔ボム」という爆弾のアイテムが手に入る。ただし、コンボは途切れてしまう。
ステージ2
赤の敵は撃つとトゲの向きに方向変換して青に変わり、再度撃たないと倒す事が出来ない。青に変えたままにしておくと画面に衝突してきたり、トゲを回転させながら壁を壊して逃げたりする。ダイバー型の敵は額に表示された数字の3、5回撃たないと倒せない。ボスは顔が2つある球状の形をしており、本物の顔を撃てば倒せる。変なメイクをした顔や違う顔を撃てば背景を突き破ってしまう。エクストラステージでは、大量の弾を放ってくる。
ステージ3
ブロック型の敵は撃てば倒すことができる。点滅しているものは画面に衝突してくるが、こちらはしばらくすると風景から離れてしまう。地球を身につけた敵はすべて逆さにすると倒せる。背景をかじって破壊するカニの敵もいる。
ボスは太陽を身につけており、口から5体の逆さにするタイプの敵を吐き出す。時間経過で背景を突き破って攻撃してくる。その敵を全て逆さにすると弱点のコアが出てくるので、それを撃てばダメージが与えられる。なおこれらの顔は登録された顔だが、助けた顔に登録されない。
ファイナルステージ
テニスラケット型の敵は、弾を跳ね返す性質を持っているため、あまり撃ち過ぎると、跳ね返された弾がその数だけ自機に向かってくる。1回だけ敵に当て、その後、その玉を撃ち返し、撃ち合いをするのが有効である。その後次々と現れる八角形の敵は早く倒さないと画面に衝突して大ダメージを受ける。
ボスの第一形態はサッカーボールに似ており、砲台を複数構えている。また、初めは顔がついていない。最初は右回りに回り、砲台からレーザー光線を周りのクリスタルのような物体に放つ。この物体は2つのパーツで構成されていて、銀色の部分に当たった光線はそのままプレイヤーの方に反射してダメージを与えるが、紫色のクリスタルのような部分に当たった光線は、他の物体もしくはボス本体に向けて屈折し、ボスの砲台を破壊する。また、その物体に弾を当てると、物体の向きが上下反対になる。これらを利用し、砲台を反転させ、屈折させた光線がボスの砲台に当たるようにして破壊して減らしていくことが攻略のカギとなる。エクストラステージは砲台を壊すたびにレーザーの発射間隔が短くなる。
ボスは左右どちらかに回転しながら光線を出すが、クリスタルに当たった光線が屈折する方向は、ボスの回る向きとは逆である。これを利用して、ボスの光線の動きを予測し、先回りして物体をひっくり返していくことが重要である。砲台がなくなるとボスは顔を出して逃げ回り、自身を覆っている板を剥がしてプレイヤーに放って攻撃してくる。ボスの顔をある程度撃って倒すと、一旦クリアのBGMが流れた後にボスが第二形態に変化する。
第二形態はアフロの頭をしており、装飾がすべて取れた顔が現れる。攻撃としては、アフロのカツラを投げ、左右に顔を出す。そのときに、アフロに弾を打ちこむと、回避不能の大ダメージを受ける。また、早く顔に当てないと、アフロが画面に当たり、ダメージを受ける。顔を出す本体を5回撃てば倒せる。
ボーナスステージ
ステージ2で出てきたダイバー型の敵を、落とさずに撃ち続けるステージ。ボーナスステージのためボスはなく、ある程度倒すとクリアとなる。
エクストラステージ
ボーナスステージ以外のボスが集結するステージ。ステージ1からファイナルステージの4つのステージを続けて行う。体力回復はなく、ゲームオーバーになっても、ゲームオーバーしたステージからやり直せるが、スコアは0に戻ってしまう。また難易度がこれまでのステージに比べて格段に高く、敵の攻撃も多い。
ちなみに、このステージではゲームオーバー時にヒントを見る事が出来るが、エクストラステージでヒントを見ようとしても「ここまできたあなたならきっとクリアできるはず!」とのみ表示される。